# Comité Paralímpico Nacional de Kazajistán
El Comité Paralímpico Nacional de Kazajistán es el comité paralímpico nacional que representa a Kazajistán. Esta organización es la responsable de las actividades deportivas paralímpicas en el país. Es miembro del Comité Paralímpico Internacional y del Comité Paralímpico Asiático.